# Пашкань
Пашкань, Пашкані (рум. Pașcani) — місто у повіті Ясси в Румунії, що має статус муніципію. Адміністративно місту підпорядковані такі села (дані про населення за 2002 рік):
- Бледжешть (1429 осіб)
- Боштень (1248 осіб)
- Гиштешть (2949 осіб)
- Лунка (2560 осіб)
- Содомень (1450 осіб)

Місто розташоване на відстані 316 км на північ від Бухареста, 66 км на захід від Ясс.

## Населення
За даними перепису населення 2002 року у місті проживали 42 057 осіб.
Національний склад населення міста:
| Національність   | Кількість осіб | Відсоток |
| ---------------- | -------------- | -------- |
| румуни           | 41535          | 98,8%    |
| цигани           | 439            | 1,0%     |
| росіяни-липовани | 49             | 0,1%     |
| угорці           | 10             | < 0,1%   |
| німці            | 8              | < 0,1%   |
| турки            | 5              | < 0,1%   |
| українці         | 3              | < 0,1%   |
| євреї            | 2              | < 0,1%   |
| хорвати          | 1              | < 0,1%   |
| італійці         | 1              | < 0,1%   |

Рідною мовою назвали:
| Мова       | Кількість осіб | Відсоток |
| ---------- | -------------- | -------- |
| румунська  | 41815          | 99,4%    |
| циганська  | 199            | 0,5%     |
| російська  | 26             | 0,1%     |
| угорська   | 6              | < 0,1%   |
| турецька   | 4              | < 0,1%   |
| українська | 2              | < 0,1%   |
| хорватська | 1              | < 0,1%   |
| італійська | 1              | < 0,1%   |

Склад населення міста за віросповіданням:
| Релігія                             | Кількість осіб | Відсоток |
| ----------------------------------- | -------------- | -------- |
| православні                         | 39627          | 94,2%    |
| римо-католики                       | 1214           | 2,9%     |
| бретрени                            | 418            | 1,0%     |
| п'ятдесятники                       | 291            | 0,7%     |
| старообрядці                        | 256            | 0,6%     |
| баптисти                            | 59             | 0,1%     |
| адвентисти                          | 46             | 0,1%     |
| греко-католики                      | 16             | < 0,1%   |
| лютерани                            | 12             | < 0,1%   |
| мусульмани                          | 7              | < 0,1%   |
| юдеї                                | 5              | < 0,1%   |
| реформати                           | 4              | < 0,1%   |
| атеїсти                             | 4              | < 0,1%   |
| лютерани (Аугсбурзького сповідання) | 1              | < 0,1%   |
| не релігійні                        | 1              | < 0,1%   |
| не вказали релігію                  | 9              | < 0,1%   |

## Зовнішні посилання
- Дані про місто Пашкань на сайті Ghidul Primăriilor